# Serra di Crispo, Grande Porta del Pollino e Pietra Castello
Serra di Crispo, Grande Porta del Pollino e Pietra Castello este o arie protejată (arie specială de conservare — SAC, sit de importanță comunitară — SCI) din Italia întinsă pe o suprafață de 461 ha, integral pe uscat.

## Localizare
Centrul sitului Serra di Crispo, Grande Porta del Pollino e Pietra Castello este situat la coordonatele 39°55′19″N 16°12′46″E / 39.921944°N 16.212778°E.

## Înființare
Situl Serra di Crispo, Grande Porta del Pollino e Pietra Castello a fost declarat sit de importanță comunitară în septembrie 1995 pentru a proteja 40 de specii de animale. Situl a fost protejat și ca arie specială de conservare în ianuarie 2017.

## Biodiversitate
Situată în ecoregiunea mediteraneană, aria protejată conține 6 habitate naturale: Pajiști alpine și subalpine calcaroase, Formațiuni de Juniperus communis pe lande sau pajiști calcaroase, Păduri de fag din Apenini cu Abies alba și păduri de fag cu Abies nebrodensis, Pajiști alpine și boreale, Pajiști uscate seminaturale și facies de acoperire cu tufișuri pe substraturi calcaroase (Festuco-Brometalia) (* situri importante pentru orhidee), Păduri de pin oro-mediteraneene de altitudine.
La baza desemnării sitului se află mai multe specii protejate:
- păsări (39): uliu porumbar (Accipiter gentilis), uliu păsărar (Accipiter nisus), potârnichea de stâncă (Alectoris graeca), fâsă de pădure (Anthus spinoletta), fâsă de pădure (Anthus trivialis), lăstunul mare (Apus apus), acvilă de munte (Aquila chrysaetos), ciuf-de-pădure (Asio otus), buha (Bubo bubo), șorecarul comun (Buteo buteo), porumbel gulerat (Columba palumbus), corb (Corvus corax), cioară grivă (Corvus cornix), ciocănitoare pestriță mare (Dendrocopos major), ciocănitoare neagră (Dryocopus martius), presură de munte (Emberiza cia), presură bărboasă (Emberiza cirlus), Falco biarmicus, șoim călător (Falco peregrinus), vânturel roșu (Falco tinnunculus), cinteză (Fringilla coelebs), gaiță (Garrulus glandarius), vulturul pleșuv sur (Gyps fulvus), Leiopicus medius, ciocârlie de pădure (Lullula arborea), gaia roșie (Milvus milvus), mierlă de piatră (Monticola saxatilis), pietrar sur (Oenanthe oenanthe), pițigoi mare (Parus major), pitulice de munte (Phylloscopus collybita), ciocănitoarea verde (Picus viridis), Prunella collaris, brumăriță de pădure (Prunella modularis), țiclete (Sitta europaea), huhurez mic (Strix aluco), silvie cu cap negru (Sylvia atricapilla), mierlă (Turdus merula), sturz-cântător (Turdus philomelos), sturzul de vâsc (Turdus viscivorus)
- mamifere (1): lupul (Canis lupus)

Pe lângă speciile protejate, pe teritoriul sitului au mai fost identificate 40 de specii de plante, 4 specii de mamifere, 3 specii de reptile.